# Пригоди Драгонеро
Dragonero Adventures (укр. Пригоди Драгонеро) — італійська серія коміксів жанру фентезі, видавництва Sergio Bonelli Editore. З 2018 року офіційно видається в Україні видавництвом Fireclaw.
Ця серія є спін-оффом серії Dragonero (укр. Драгонеро), і тепер зосереджена на пригодах нових головних персонажів серії — підлітках. Ця серія належить до «Юної лінії» видавництва, яка присвячений молодій аудиторії, з дебютом у листопаді 2017 року.

## Історія створення
Під час Lucca Comics & Games 2015 видавництвом була анонсована ідея розробки серії, присвяченої більш молодій аудиторії. Серія була затверджена під час Lucca Comics and Games 2016, де Лука Енок і Стефано В'єтті представили дві нові серії, що змальовують світ Dragonero.
Перша серія, з робочою назвою Dragonero young (укр. Молодий Драгонеро) або Le avventure di Ian e Gmor (укр. Пригоди Яна та Ґмора), розповідає історії головних героїв під час отроцтва(?); він дебютував в листопаді 2017, прем'єра відбулася на виставці Lucca Comics & Games 2017. Всі стильові канони, обкладинки та цілий перший номер серії були намальовані Ріккардо Кроса.

## Персонажі
- Ян Аранілл: чотирнадцятирічний хлопчик, нащадок роду драконоборців Варлієдарто, мисливець на драконів та шукач пригод. Він живе у сімейному маєтку на північному заході від «Морського бризу», невеликого внутрішнього моря Ерондарійської імперії.
- Ґмор Берпен: молодий шістнадцятирічний орк, який живе зі своїм кланом поруч з сім'єю Яна і Мірви, з якими він дружить і ділиться пригодами.
- Мірва Аралайн: молодша сестра Яна, дуже розумна дівчинка, яка не проти заважати двом вищезгаданим шукачам пригод.

## Українські переклади

### Fireclaw
| №                                         | Назва                                            | Дата виходу                               | Стр.                                      | Дж.                                       |
| Dragonero Adventures (Vol. 1) (2017—2018) | Dragonero Adventures (Vol. 1) (2017—2018)        | Dragonero Adventures (Vol. 1) (2017—2018) | Dragonero Adventures (Vol. 1) (2017—2018) | Dragonero Adventures (Vol. 1) (2017—2018) |
| ----------------------------------------- | ------------------------------------------------ | ----------------------------------------- | ----------------------------------------- | ----------------------------------------- |
| 1                                         | - — Tre giovani eroi - — Трійко юних героїв 1    | - — жовтня 2017 - — 3 травня 2018         | 32                                        | [ А 1 ]                                   |
| 2                                         | - — Tre giovani eroi - — Трійко юних героїв 2    | - — жовтня 2017 - — 31 травня 2018        | 32                                        | [ А 2 ]                                   |
| 3                                         | - — Nella tana dei goblin - — У лігві Ґоблінів 1 | - — грудня 2017 - — 16 липня 2018         | 32                                        | [ А 3 ]                                   |
| 4                                         | - — Nella tana dei goblin - — У лігві Ґоблінів 2 | - — грудня 2017 - — 12 вересня 2018       | 32                                        | [ А 4 ]                                   |
| 4                                         | - — L'addestramento di Ian - — Тренування Яна    | - — грудня 2017 - — 12 вересня 2018       | 32                                        | [ А 4 ]                                   |
| 5                                         | - — Il demone alato - — Крилатий Демон 1         | - — січня 2018 - — 14 листопада 2018      | 32                                        | [ А 5 ]                                   |
| 6                                         | - — Il demone alato - — Крилатий Демон 2         | - — січня 2018 - — 16 січня 2019          | 32                                        | [ А 6 ]                                   |
| 6                                         | - — Un nuovo amico - — Новий друг                | - — січня 2018 - — 16 січня 2019          | 32                                        | [ А 6 ]                                   |
| 7                                         | - — Oltre il Vallo - — За стіною 1               | - — лютого 2018 - — 2019                  | 32                                        | [ А 7 ]                                   |